# Kaya
Kaya er en by i det centrale Burkina Faso, beliggende cirka 100 kilometer nordøst for hovedstaden Ouagadougou. Byen har et befolkningstal (pr. 2007) på cirka 39.000. 